# Liste der Naturdenkmale in Scheeßel
Die Liste der Naturdenkmale in Scheeßel nennt die Naturdenkmale in Scheeßel im Landkreis Rotenburg (Wümme) in Niedersachsen. 

## Naturdenkmale
Seit dem 1. März 2022 sind in Scheeßel diese Naturdenkmale verordnet.
| Bild                          | Bezeichnung                                     | Ort, Lage                                   | Beschreibung | Schutzzweck | Nummer |
| ----------------------------- | ----------------------------------------------- | ------------------------------------------- | --- | ----------- | ------ |
| mehr Fotos \| Fotos hochladen | Gerichtslinde in Scheeßel                       | Scheeßel (53° 10′ 9,1″ N, 9° 28′ 56,6″ O)   | Sehr alte Gerichtslinde (Winter-Linde), die aufgrund ihres aufgespaltenen Stamms so wirkt, als sei sie aus zwei Stämmen zusammengewachsen. |             | 4      |
| BW                            | Mühleneiche in Scheeßel                         | Scheeßel (53° 9′ 49″ N, 9° 28′ 4,8″ O)      | Weit über die gesamte Straßenkurve ausladende Stiel-Eiche. |             | 5      |
| BW                            | Abbendorfer Eiche                               | Abbendorf (53° 11′ 56,5″ N, 9° 22′ 54,9″ O) | Kugel- bis halbkugelförmige gleichmäßig ausgebildete Stiel-Eiche. |             | 7      |
| BW                            | Historische Wacholdergruppe bei Hetzwege        | Hetzwege (53° 11′ 4,2″ N, 9° 24′ 20,5″ O)   | Fläche von ca. 1.500 m², die mit Heide-Wacholderbüschen mit einer maximalen Höhe von 8 m bedeckt ist. |             | 9      |
| BW                            | Berg-Ahorn-Allee in Jeersdorf                   | Jeersdorf (53° 10′ 6,8″ N, 9° 27′ 1,3″ O)   | Etwa 1,1 km lange, sehr einheitliche Allee aus Berg-Ahorn-Bäumen mittleren Alters. Die Allee ist aufgrund ihrer Seltenheit, es ist eine von nur vier Berg-Ahorn-Alleen im Landkreis, und Schönheit schützenswert. Die Allee befindet sich an der K 216, sie beginnt im Knick ca. 1 km westlich von Jeersdorf und endet im Süden 50 m vor dem Tannenweg und im Norden ca. 50 m hinter demTannenweg. |             | 017    |
| BW                            | Stiel-Eichen-Allee in der Mühlenstraße Scheeßel | Scheeßel (53° 9′ 58,7″ N, 9° 28′ 31,5″ O)   | Allee bzw. Reihe aus Stiel-Eichen einheitlichen Alters mit einer Länge von ca. 790 m auf der nördlichen und ca. 130 m auf der südlichen Seite. Die Allee ist aufgrund ihrer Seltenheit bezüglich des Alters und ihrer einheitlichen Gestalt, sowie aufgrund der Bedeutung für das Ortsbild schützenswert. Die Allee erstreckt sich entlang der Mühlenstraße in Scheeßel, sie beginnt unmittelbar nach dem Abzweig „Am Meyerhof“ und endet vor der Kreuzung „Appelchaussee“. Nur im Bereich des Parkes der Amtsvogtei bis zum Abzweig „Vogteistraße“ ist sie noch zweireihig vorhanden. Mit dieser Verordnung wurde die bisherige Verordnung vom 27. November 1934 aufgehoben. |             | 019    |
| BW                            | Drillingsbuche im Scheeßeler Holz               | Scheeßel (53° 9′ 28,2″ N, 9° 30′ 27,9″ O)   | Dreistämmige Rot-Buche deren Stämme in einer Linie angeordnet sind und die eine Höhe von etwa 30 m erreicht. |             | 57     |
| BW                            | Napoleoneiche bei Westerholz                    | Westerholz (53° 9′ 36,4″ N, 9° 24′ 51,2″ O) | Schön gewachsene Trauben-Eiche auf dem Bullerberg. |             | 60     |
| Fotos hochladen               | Stiel-Eiche bei Westerholz                      | Westerholz (53° 10′ 0,7″ N, 9° 24′ 47,2″ O) | Der Stamm der Stiel-Eiche teilt sich in ca. 1 m in zwei Stämmlinge und bildet eine kugelförmige Krone aus. |             | 84     |

## Hinweis
Im Jahr 2019 wurden die Verordnungen über zahlreiche Naturdenkmale im Landkreis aufgehoben.